# Вудкок (Пенсільванія)
Вудкок (англ. Woodcock) — місто (англ. borough) в США, в окрузі Кроуфорд штату Пенсільванія. Населення — 141 особа (2020).

## Географія
Вудкок розташований за координатами 41°45′15″ пн. ш. 80°5′4″ зх. д. / 41.75417° пн. ш. 80.08444° зх. д. (41.754057, -80.084500).  За даними Бюро перепису населення США в 2010 році місто мало площу 1,72 км², уся площа — суходіл.

## Демографія
Згідно з переписом 2010 року, у селищі мешкало 157 осіб у 58 домогосподарствах у складі 47 родин. Густота населення становила 91 особа/км².  Було 65 помешкань (38/км²).
Расовий склад населення:
| - 100,0 % — білих |

До двох чи більше рас належало 0,0 %. Частка іспаномовних становила 0,0 % від усіх жителів.
За віковим діапазоном населення розподілялося таким чином: 22,9 % — особи молодші 18 років, 63,7 % — особи у віці 18—64 років, 13,4 % — особи у віці 65 років та старші. Медіана віку мешканця становила 42,9 року. На 100 осіб жіночої статі у селищі припадало 96,2 чоловіків;  на 100 жінок у віці від 18 років та старших — 92,1 чоловіків також старших 18 років.
Середній дохід на одне домашнє господарство  становив 65 645 доларів США (медіана — 53 750), а середній дохід на одну сім'ю — 77 278 доларів (медіана — 70 833). За межею бідності перебувало 18,5 % осіб, у тому числі 31,8 % дітей у віці до 18 років та 13,8 % осіб у віці 65 років та старших.
Цивільне працевлаштоване населення становило 54 особи. Основні галузі зайнятості: виробництво — 40,7 %, освіта, охорона здоров'я та соціальна допомога — 18,5 %, мистецтво, розваги та відпочинок — 14,8 %.